# 문재인 아들 고용정보원 채용 특혜 의혹 및 논란
문재인 아들 고용정보원 채용 특혜 의혹 및 논란은 대한민국의 대통령 문재인의 아들 문준용이 2006년에서 2008년까지 한국고용정보원 5급 일반직에 채용되어 근무한 과정에서 특혜가 있었는지 의혹이 제기되고 논란이 된 문제이다. 2012년과 2017년 두차례 대선에서 해당 의혹이 주로 제기되었다.
2007년 고용노동부에서는 한나라당 측의 문제 제기에 따라 고용정보원을 상대로 감사를 실시했으며, 감사보고서는 "특정인을 취업시키기 위해 사전에 의도적으로 채용 공고 형식 및 내용 등을 조작하였다는 확증은 발견되지 않았다"고 언급하며, "특정인을 포함한 외부응시자들은 전공분야 수상경력이나 회사 근무경력 등으로 보아 자질 및 경쟁력을 충분히 갖추고 있어 부적격자를 채용한 것은 아닌 것으로 보인다"고 잠정적으로 결론 내렸다. 그러나 "투명성과 합리성을 결여하게 되어 특혜채용 의혹을 갖도록 한 것으로 보이며 채용 절차 자체에는 문제가 있었다"고 인정하여 해당 기관에 대한 처벌 조치 필요성을 언급하였다.
2007년 6월 해당 감사 결과에 따라 채용 절차상의 문제가 인정되어, 당시 문준용 채용을 주도한 인사 담당자들에 대한 징계가 이루어졌다. 그러나 특혜 여부는 여전히 논란의 여지가 있어 2017년 대선 과정에서 정치권의 격한 공방이 있었다. 자유한국당은 2017년 5월 1일 문준용의 고용정보원 채용 특혜 의혹을 규명하기 위한 특검법안을 발의하였다.
이후 2017년 9월 14일 열린 국민의당 제보조작 관련 공판준비기일에서 검찰은 기본적으로 문준용의 특혜채용에 불법성이 있는지 살펴봤지만, 채용과정에서 위법한 혐의점이 발견되지 않았던 것으로 보인다고 밝혔다.

## 비정상적 경쟁률 논란
한나라당 정진섭 의원은 2007년 4월 24일 노동부 산하 한국고용정보원이 문재인 청와대 비서실장의 아들 문준용을 채용하는 과정에서 비정상적인 방법을 동원했다고 주장했다. 당시 집권여당 측에서도 의혹이 제기되었다. 열린우리당 조성래 의원은 보통의 경우 추가 공고를 통해 적절한 배수의 응모자를 받아 인력을 뽑는 것이 원칙이지만, 당시 PT 및 동영상 분야엔 단 한 명밖에 응모하지 않았고, 아직 대학도 졸업하지 않은 사람을 채용한 것은 특혜채용의 의심의 여지가 있다고 지적하였다.
고용정보원은 '문재인 아들의 경우 외부 수상경력과 외국어 실력(TOEFL 250점) 등이 높게 평가됐다'며 특혜 의혹을 부인했고, 새누리당 정진섭 의원은 "고용정보원이 신규 채용하면서 당시 대통령 정무특보인 문 실장 아들에게 특혜를 주기 위해 비정상적인 방법을 동원했다"고 주장했다. 정 의원은 "공고는 '연구직 초빙'으로 표시하고, 동영상 전문가를 뽑기로 했으면서도 채용 공고에는 이를 명시하지 않아 결과적으로 동영상 전공자로는 문 실장 아들만 응모하게 됐다"고 주장했다. 이에 문재인 측은 '동영상을 특정하지 않고 전산 부문으로 세부 공고를 한 부분이 오히려 특혜가 없었다는 것을 증명한다'며 관련 의혹을 일축했다.
2017년 3월 18일, 중앙선거관리위원회에서 문재인 아들 특혜 의혹 가운데 일부 허위 정보들을 단속하면서 선거법 위반을 이유로 삭제를 요구해 파장이 일었다. 선관위 관계자는 당시 2명이 지원해 2명이 합격했으므로, 문준용을 위한 단독 채용을 진행했다는 주장은 허위사실이라고 밝혔다. 또한 문준용은 공기업 일반직으로 들어갔기 때문에 5급 공무원으로 채용됐다는 주장도 허위사실로 보고 있다고 덧붙였다. 그러나 특정 후보 편들기 논란이 일자, 중앙선거관리위원회는 일부 잘못된 표현을 문제 삼았을 뿐 문재인 아들 특혜 의혹 자체가 가짜란 뜻은 아니었다고 해명하였다.
국민의당 황인직 부대변인은 2017년 3월 28일 논평에서 "공교롭게 모두가 선망하는 일자리인 공공기관인데도 경쟁률은 2:2였고, 공교롭게 입사하고 보니 기관장이 아버지 친구였다"면서 "특혜가 아니라는 문재인 캠프의 변명은 취업난에 절망하고 있는 청년들에게 '능력 없으면 부모를 원망하라'던 정유라의 발언을 떠올리게 할 뿐"이라고 문재인 측을 비판하였다.
2017년 4월 7일, 더불어민주당이 고용정보원에서 제출한 자료를 기반으로 자체 작성한 고용정보원 Q&A를 통해 문재인 대선후보의 아들 채용 특혜 논란에 대해 해명했다.
바른정당 하태경 의원은 2017년 4월 10일 감사 결과보고서에 기초해 고용정보원에 처분지시를 한 조사 결과서를 통해, 계약직과 외부직을 별도로 뽑을 때는 채용비율을 정해야 하는데 정하지 않았고, 공채의 경우 분야를 막론하고 최소 2배수 경쟁이 규정이지만 동영상 분야 1배수로 뽑아서 고용정보원 담당자들이 징계를 받았음을 밝히며, 규정에 어긋난 경쟁률로 특혜가 있었다고 주장하였다.

## 채용 절차 공정성 의혹
2012년 10월, 새누리당 의원들과 일부 언론에서는 문재인의 아들이 한국고용정보원에 취업할 때 문재인과 당시 기관장은 절친한 사이였던 점, 해당분야에 문재인 아들 한 명만 응시해 합격한 점, 일반인은 알기 힘들게 채용 공고를 낸 점, 기한 내 서류를 제출하지 않았고 양 귀에 귀걸이를 하는 부적절한 용모에도 합격한 점 등의 부정취업 의혹을 제기하면서 문재인 후보에 해명을 요구하였다. 민주당은 문준용이 건국대학교 시각디자인과를 졸업하고 여러차례 LG를 위시한 기업 공모전 수상경력을 갖고 있다며 해당 의혹을 반박했다.
2007년 문재인이 청와대 비서실장으로 재직할 당시 환노위 국회 상임위원회와 국정감사, 노동부 특별감사와 고용정보원의 공식 입장을 통해 특혜 의혹이 사실로 드러나지는 않았다는 것이 민주당의 주장이다.
문재인이 청와대 비서실장으로 재직할 때 노동비서관으로 근무한 인연이 있는 권재철 당시 고용정보원장은 문재인 아들 채용 과정에 실수가 있었다고 2012년 10월 23일 JTBC와의 단독 인터뷰에서 시인했다. 권재철 당시 고용정보원장은 2007년 환노위 국회 상임위원회, 국정감사, 노동부 특별감사에서 부인했던 사실을 2012년 10월 23일 JTBC와의 단독 인터뷰에서 사실로 인정한 것이다. 권재철 전 원장은 자신이 직접 승인을 해줘서 단축이 된 게 맞다고 시인하였고 한 명만 지원을 했음에도 급하게 마감을 하고 끝냈다고 시인하였다.
훗날, 권재철은 2017년 3월 8일 오마이뉴스와의 인터뷰에서 과거 JTBC 단독 인터뷰 내용에 대해 해명했다. "(전체 채용 절차에서) 직원들에게 행정적으로 미숙한 부분이 있었는데 아랫사람에 책임을 묻는 건 도리가 아니라고 생각해 내가 책임지는 차원에서 '실수가 있었다'고 말한 것"이라면서 "노동부도 준용씨를 채용하려고 의도적으로 조작한 정황 증거는 발견되지 않았다고 했고 행정상 미흡했던 부분만 지적했다"고 밝혔다. 이어 "준용씨 특혜 채용 의혹은 전혀 사실이 아니고, 지난 2007년 고용노동부 특별 감사에서도 이미 확인됐다"고 주장하였다.
심재철 국회 부의장은 2017년 3월 26일 보도자료에서 "고용정보원은 '워크넷'이라는 인터넷망에 '연구직 초빙 공고'라는 제목으로 원서접수 기간(2006년 12월 1∼6일) 하루 전인 2006년 11월 30일 단 하루만 채용공고를 게시했다"고 채용 절차에 문제를 제기하며, "문준용씨가 제출한 졸업예정증명서의 발급일은 2006년 12월 11일로 원서접수기간이 지난 후 발급됐다"며 "문씨에 대한 맞춤특혜라는 의문을 떨칠 수 없다"고 주장했다.
이에 대해 더불어민주당은 고용정보원에서 제출한 자료를 기반으로 자체 작성한 고용정보원 Q&A를 통해, 채용공고 기간 단축이 있었으나 원장의 재가가 있을 경우 기간을 단축할 수 있으며, 원서 제출 마감일 이후에 대학 졸업예정증명서를 제출했지만 고용정보원이 요구한 서류에서 학력증명서는 제출 대상이 아니었다고 하였다. 이어 고용노동부를 포함한 타 기관에서도 채용 과정에서 서류 보완 요청은 흔한 사례라고 덧붙였다.
바른정당 하태경 의원은 2017년 4월 10일 감사 결과보고서에 기초해 고용정보원에 처분지시를 한 조사 결과서를 통해, 문준용 채용 과정에서 인사위원회 열어야 하는 규정을 지키지 않은 점, 그리고 공채인 경우 공고기간을 단축시키는 것은 위반인 점이 적발되어 고용정보원 담당자들이 징계를 받았던 사실을 지적하며, 채용 절차에 특혜가 있었다고 주장하였다.

## 부적격자 합격 특혜 의혹
2017년 3월 18일, 새로 입수된 2007년 당시 노무현 정부의 감사 보고서에는, 공공기관 지망생으로는 다소 적절하지 않은 귀걸이와 점퍼 차림의 사진을 붙인 이력서에, A4 1장 분량도 안 되는 짧은 자기소개서를 제출하고, 원서 마감일이 지난 뒤에야 학력 증명서를 내는 등, 일반인이었으면 탈락했을 행동들에도 불구하고 합격했다는 것에 대한 의혹이 명시돼 있었다. 문준용을 채용한 권재철 고용정보원장이 마침 문 후보의 민정수석실 행정관 출신이었다는 점 역시 의혹 배경으로 지목되었다. 노동부의 감사 결과 특혜 증거는 찾을 수 없다는 결론이 내려졌으나, 감사 보고서에는 증거를 찾을 수 없다는 것이지, '특정인 채용을 위한 특혜 의혹을 갖게 한다' '공정성을 결한 것'이라는 등 의심스럽다는 대목이 수차례 담겼다.
문재인 캠프 측의 해명을 종합하면 다음과 같다. 당시 문 아무개 씨가 졸업예정자였으므로 졸업예정 증명서는 있어도 학력 증명서가 없었다. 채용 당시 내야 하는 서류의 종류에는 학력 증명서와 응시원서가 있었는데, 학력 증명서가 없었으므로 이력서만 냈던 것이다. 문 씨가 서류접수 기간 이후 뒤늦게 졸업예정 증명서를 낸 것은 채용 가능성이 있어서 내라고 고용정보원에서 문 씨에게 요청한 것이다. 이러한 행태는 고용노동부 등 다른 기관에서도 4학년 생을 채용하는 과정에서 흔히 있는 일이라고 주장하였다.
문재인 대선후보 캠프 대변인인 진성준 전 의원은 한국고용정보원에 제출한 이력서에 점퍼를 입고 귀걸이를 낀 사진을 낸 것과 관련 “요즘 젊은 친구들은 다 그렇게들 한다”면서 “기성세대의 시각으로 보면 안 된다”라고 주장했다. 보통 공기업 채용에 정장 차림을 한 단정한 사진을 내는 게 일반 상식인데도 준용 씨가 채용됐다는 문제 제기와 관련 이같이 해명했다. 하지만 극심한 취업난에 최대한 사진을 신경을 쓰는 게 요즘 추세인데도 제대로 사진도 못 찍어 급하게 제출한 것 아니냐는 논란을 가라앉힐 수 있을지 의문이다.
부적격 원서를 합격 처리했다는 의혹도 불거졌다. 2017년 3월 30일, 심재철 국회 부의장은 문준용이 응시원서에 지원분야를 적지 않았는데도 합격했다는 의혹을 추가로 제기했다. 심재철은 "일반직과 연구직 두 분야(직렬)로 나눠 구인공고를 냈는데 준용씨가 2006년 12월 4일 작성했다는 응시원서에는 지원 직렬과 직급이 아예 공란으로 비어 있다"고 지적하였다. 그러면서 "응시분야도 없이 우편으로 날아온 미비서류를 누군가 '알아서' 일반직과 5급으로 분류하고 합격시킨 것"이라며 "채용 과정에 고용정보원 내부의 결탁이 있었을 것이라는 합리적 의심을 벗어날 수 없다"고 주장했다.
4월 2일 심재철은 추가 보도자료에서 "문 후보 아들의 응시원서에는 정작 써넣어야 할 직렬·직급·경력란은 공란이었지만 가족란에는 '아버지 문재인 55세 변호사'가 기재돼 있었다"고 재차 의혹을 제기하였다.
바른정당 하태경 의원은 2017년 4월 10일 감사 결과보고서에 기초해 고용정보원에 처분지시를 한 조사 결과서를 통해, 5급 이상 직급은 필기시험을 봐야함에도 문준용은 필기시험을 치르지 않았던 점이 위반 사항으로 적발되었고, 그로 인해 고용정보원 담당자들이 징계를 받았던 사실을 지적하면서 특혜가 있었다고 주장하였다.

## 입사원서 위변조 의혹

심재철이 변조 의혹을 제기한 문준용의 입사원서 제출일 부분 그래픽 분석 (SBS 8 뉴스)

심재철 국회 부의장은 문준용의 원서 내 숫자들의 필체가 전혀 다른 점을 지적하며, 제출일인 "2006년 12월 4일"의 '4'가 원래의 '11'에 가로획을 더해 '4'로 변조됐다는 의혹을 제기하였다. 심재철은 문준용의 졸업예정증명서 발급일이 12월 11일임을 감안할 때 응시원서 자체가 기한인 12월 6일을 넘겼을 가능성이 있으며, 사후에 이런 사실을 은폐하려고 조작한 것이라면 단순한 취업비리를 넘어 국가기관이 동원된 조직적 권력형 비리로 볼 수 있다고 주장했다.
심재철은 문준용의 이같은 필체 불일치에 대한 전문 감정업체에 필체 감정을 의뢰하였다고 주장했다. 실물화상기, 확대컴퓨터, USB현미경 등을 사용한 문서감정 시스템을 통해 감정을 실시한 감정업체는 '문준용의 응시원서에서 자획을 가필해 작성됐을 가능성이 높은 것으로 추정된다'는 의견을 제시하였다. 또한 '2006'의 '2'와 '12.4'의 '2'는 동일인의 필적이 아닐 가능성이 높은 것으로 추정되는 것으로 밝혀졌다. 뿐만 아니라, 응시원서와 이력서에 쓰여진 문준용의 서명 한자 용(鏞)자도 동일인이 쓴 것이 아닐 가능성이 높다는 감정 결과가 나왔다. 그러나 필적감정을 한 업체와 필적 감정을 의뢰한 원서(原書)의 출처는 밝히지 않았다.심 의원실은 필적 감정을 맡기 원서와 관련해 "그 부분은 현재로선 말씀드리기 어렵다"며 "곧 세상에 원서가 공개될 것"이라고 말했다.
이에 대해 문 후보 측 권혁기 부대변인은 머니투데이와의 전화에서 "진실규명이 목적이 아니라 문재인 후보에 대한 공세가 목적"이라고 주장하였다.
이같은 주장에 바른정당 하태경 의원은 "내가 진본을 칼라복사해 갖고 있으며, 심 부의장이 공개한 것과 일치한다"고 문재인 측 해명을 반박했다. 그는 칼라복사한 문준용의 2006년 응시 원서 사본을 들고 "2012년 당시 국회 보좌관이 고용정보원을 방문해 거기에서 제시한 원본을 칼라복사했다"며 "문 후보 측이 '인터넷에 떠도는 문서'와 똑같다. 더 이상 출처불명이란 말을 안 했으면 좋겠다"고 했다. 하태경은 이어 "저희 의원실에서도 필적 전문가에게 감정을 맡겼는데, 이 분 의견도 심 부의장께서 발표한 내용과 대동소이하다"고 말해, 심재철이 제기한 위변조 의혹을 뒷받침했다.

## 해명 번복 논란
문재인 아들의 이력서를 보면 2006년 12월 21일에 광고 공모전에서 상을 받았다고 돼있는데, 고용정보원 원서 접수 기간은 그보다 한참 전인 12월 6일까지라 이에 대한 의혹이 제기되었다. 이에 대해 문재인 캠프는 당시 일을 명확히 기억하고 있는 문준용에게 직접 확인했다면서 "이력서를 서류 접수 기간인 12월 6일 전에 냈다. 그런데 공모전 주최 측에서 상을 받는다고 미리 알려줘서 이력서에 적었던 거다"라고 해명했다.
그러나 공모전 심사 기간은 서류접수 기한 하루 뒤인 7일부터 20일까지였고, 시상식은 12월 21일이었다. 첫 번째 해명대로라면 공모전의 심사 기간이 시작되기도 전에 문준용의 수상이 결정됐고, 그걸 또 미리 알려줬다는 상황이 되어, 또다시 의혹이 제기되었다. 관련 의혹에 대해, 공모전 주최 측은 "그런 일은 없고 심사 다 끝난 뒤에, 12월 20일 이후에 수상자에게 알려줬다"고 밝혔다.
그러자 문재인 측에선 문준용이 12월 27, 28일쯤 합격 통보를 받은 후에 21일에 상을 받은 것을 적어 이력서를 냈다고 두번째 해명을 내놓았다. 이에 문재인 측에서 12월 6일 이력서를 냈다는 첫번째 해명을 번복했다는 논란이 제기되었다.

## 위장 출근 의혹
고용정보원은 이례적으로 수습직원인 문준용을 상급기관에 출근 첫날부터 파견근무 발령했다. 상급기관 파견은 사내업무에 통달하고, 능숙한 사람을 보내는게 일반적인데도, 수습직원으로 첫 출근한 사람을 상급기관에 보내는 이례적 인사는 ‘특혜채용’에 이어 ‘특혜보직’까지 한 것이라는 지적이 나왔다.
뿐만 아니라, 이데일리의 확인 결과, 노동부 종합직업채용설립추진기획단에 파견 근무명령을 받은 문준용이 그곳에서 근무하지 않은 것으로 드러났다. 당시 단장이었던 권태성 경북지방노동위원장은 추진기획단 인원이 10명 내외라 근무했던 직원들을 정확히 기억했으며, 고용정보원에서는 전문연구원 두 명만 파견 왔을 뿐, 고용정보원으로부터 문 씨 성을 가진 파견 수습직원은 없었다고 밝혔다. 결국 고용정보원이 노동부의 요구도 없는데 허위로 인사명령을 내고, 문준용은 출근도 하지 않은 채 다른 일을 했을 개연성이 크다는 지적이 나왔다.
박지원 국민의당 대표 겸 상임선대위원장은 2017년 4월 28일 여의도 당사에서 기자회견을 열고 "준용씨가 고용정보원에 근무하지 않으면서 매월 월급을 받아갔다"며 문재인의 대선 후보 사퇴를 요구했다. 또한 "이건 국민 세금을 도둑질한 것이며 등교하지도 않고 학점을 받아간 최순실의 딸 정유라 사건과 똑같다"고 규정했다. 그는 "최순실도 그런 것에 의거해 사법처리됐고, 지금 현재 구속재판을 받는다"며 "다시 한 번 문 후보의 사퇴를 촉구한다"고 목소리를 높였다.
국민의당은 문준용을 사기 및 업무방해 등의 혐의로 검찰에 고소장을 제출할 예정이라고 밝혔다.
문재인 더불어민주당 대선후보 측은 2017년 4월 28일 국민의당 박지원 대표 등 지도부가 '문 후보의 아들 준용 씨의 고용정보원 특혜 채용 의혹'과 관련해 '후보 사퇴'를 요구한 데 대해 "안 후보는 직접 사과하고 해명하라"고 촉구했다.
한편 문준용 씨는 "한국고용정보원에 근무를 했느냐 확인했어야 하는데 확인을 안 한 건지 일부 증거만 확대해석 하는 식으로 했던 거지 않냐"며 "약 40명가량 응모해서 그중에 10명이 뽑힌 거다. 그중에서 외부 지원자가 2명이었다는 내용인데 이 중에 2명만을 빼서 얘기를 한 거다"라고 설명했다.

## 휴직 및 퇴직금 특혜 의혹
심재철 국회 부의장은 2017년 3월 26일 문준용의 이례적인 휴직에 대해서도 의혹을 제기하였다. 심재철의 보도자료에 의하면, 문준용은 2007년 1월 8일 입사한 후 14개월 만에 2008년 3월 1일 어학연수를 목적으로 휴직을 신청했고 고용정보원은 휴직을 허락했다. 처음엔 6개월만 휴직이 났으나, 이후에 2010년 1월 29일 문준용이 퇴사할 때까지 무려 23개월이나 휴직이 연장되었다. 심재철은 당시부터 최근까지 150여개 공기업, 준정부기관, 기타 공공기관을 조사한 결과, 불과 입사 14개월 차 신입사원이 어학연수를 이유로 휴직을 허가받은 경우는 고용정보원 외에 단 1개 기관 밖에 없었다고 지적하였다.
이에 대해 문 전 대표 캠프 권혁기 부대변인은 연합뉴스와 통화에서 해당 업체에서는 월급 없이 무급 인턴을 한 것이라며, 공기업 인사규정에 위배되지 않고 절차상 하자가 없다고 반박하였다.
그러나 무급 인턴이라도 기관장의 허가를 받지 않으면 할 수 없다는 주장이 제기되었다. 유일호 경제부총리 겸 기획재정부 장관은 30일 국회 기획재정위원회 전체회의에서 “(공공기관 직원은) 비영리 업무라 할지라도 기관장의 허가를 받아야 한다”고 말했다. 이에 앞서 고용정보원 측은 “저희 기관도 (문씨의) 인턴 근무 사실을 최근에 알았다”며 “겸직의무 위반 여부에 대해 내 · 외부 검토 중”이라고 하였는데, 이는 곧 사전에 인지하지 못 했다는 것으로, 절차와 규정 상 문제가 없다는 문재인 측 설명과 배치되는 것이라 논란이 되었다.
이에 대해 더불어민주당은 고용정보원에서 제출한 자료를 기반으로 자체 작성한 고용정보원 Q&A를 통해, 무급 인턴 활동은 사전에 고용정보원의 허가를 받은 ‘미국 어학연수 프로그램’에 포함된 것이며, 불법이라는 심재철 의원 주장은 거짓이라고 주장하였다.

문준용의 휴직신청서의 6개월 연수 기간과 달리 어학연수 증빙서류에 4주로 명시된 연수 기간 (KBS 뉴스 9)

하지만 KBS가 또다른 사실들을 확보하여 휴직 과정에 의문을 제기하였다. 2008년 2월 22일 고용정보원 인사위원회 회의록에 의하면, 문준용이 미국 뉴욕의 파슨스 디자인 학교 석사 과정에 합격해 입학 연기 신청을 했고 그 전에 6개월의 어학연수 프로그램에 등록한 상태라는 위원회 간사의 말에 위원 전원이 휴직에 찬성하였다. 제출된 휴직신청서의 학업 계획도 6개월 어학연수로 되어 있으나, 정작 어학연수 증빙서류에는 연수 기간이 2008년 3월 3일부터 28일까지 단 4주로 되어 있었다. 입사 1년 차가 막 지난 직원이 1개월 연수 계획으로 6개월의 휴직을 받아낸 것이라 이에 대한 의혹이 제기되었다.
뿐만 아니라, KBS가 조사한 바에 의하면, 휴직 신청 당시 파슨스 입학이 연기돼 있다는 것도 사실과 달랐다. KBS가 파슨스에 문의한 결과 석사 과정에 연기는 안된다는 답변이 나왔으며, 이는 문재인의 2013년 자서전에서 아들의 입학이 1년 연기돼 고용정보원에서 일하게 됐다고 말한 것과도 상충되었다. 고용정보원 측은 회사 발전에 문준용의 큰 역할이 기대된다며 휴직을 허가해줬지만, 문준용은 파슨스를 졸업하고 바로 퇴사하였다. 문재인 측은 휴직 과정은 적법한 절차를 통해 허가를 받았으며, 파슨스로부터 입학 연기가 가능하다는 통보를 받은 사실이 있다고 밝히면서도 관련 자료는 공개하지 않았다.

## 권재철 특혜성 공천 요구 의혹
심재철 부의장은 2017년 4월 2일 보도자료에서 "문 후보가 자기 아들을 국민의 혈세로 운영되는 공공기관에 특혜 채용한 의혹의 당사자를 이후 국회의원에 공천 청탁했다는 보도가 있다"면서 "문 후보는 국조 대상감"이라고 주장했다.
권재철은 2012년 국회의원 선거 당시 서울 동대문갑에 민주통합당 총선 예비 후보로 출마했으나, 마지막 경선을 남기고 해당 지역구가 전략공천지역으로 바뀌면서 사퇴하였다. 이에 대해 심재철은 당시 권재철 고용정보원 원장에 대한 특혜성 공천 의혹을 제기하였다. 최종 경선 직전 2012년 3월 문재인 아들의 채용 비리 의혹을 캐는 신동아의 보도가 나오자, 총선에 악영향을 우려한 민주통합당 지도부가 해당 지역구를 갑작스럽게 전략공천지역으로 바꿔서 의혹 관련자인 권재철을 배제하고 안규백 의원을 전략 공천했다는 것이 심재철이 제기한 의혹이다.
뿐만 아니라, 2012년 총선 당시 민주통합당 핵심관계자에 의하면, 동대문갑 지역이 권재철 후보와 서양호 후보의 경선지역에서 갑자기 전략공천지역으로 바뀌자, 문재인이 3월 7일 한명숙 대표에게 전화를 걸어 우려를 표명했던 사실이 알려졌다. 게다가 이 관계자는 "문재인 고문이 8일 이해찬 전 총리, 문성근 최고위원 등과 회동을 가진 이후 한명숙 대표를 만나 임종석 사무총장 사퇴와 함께 일부 지역구 후보의 공천을 요구했다"며 "문재인 고문이 공천을 요구한 곳은 이용선(서울 양천을) 권재철(서울 동대문갑) 이치범(고양 덕양을) 후보 등인 것으로 알고 있다"고 말해, 당시 문재인이 권재철 공천을 요구했다고 주장하였다.
이에 대해 당시 문재인 고문의 측근인 김현 수석부대변인은 문재인과 한명숙이 10분 정도밖에 만나지 않았다고 하면서, 공천요구에 대해서 아는 바가 없다고 주장하였다.

## 문준용 인사 관련 서류 불법파기 논란
고용정보원이  당시 문준용의 채용서류를 이미 파기한 것이 또 하나의 의혹으로 대두되었다. 공공기록물 관리법에 따라 문준용의 서류는 최소한 2016년 12월까지 보존돼야 하지만, 이미 그 전에 폐기됐다는 의혹이 제기되었다. 게다가 고용정보원 인사규정과 문서관리규칙 중 ‘임용, 상벌 등 인사에 관한 중요문서’는 영구보존하도록 규정돼 있기 때문에 불법적인 문서 파기 의혹이 불거졌다. 실제로 대부분의 공공기관은 채용 서류의 중요성을 감안해 영구 보존을 하고 있다. 이와 관련해 고용정보원은 파기시점은 알 수 없지만, 문서파기 규정을 지킨 것으로 알고 있다고 해명하였다.
더 심각한 위법 사실은 모든 기록물 파기 시 반드시 남겨야 할 파기대장도 없다는 것이다. 고용정보원 관계자는 이 부분이 잘못된 사실은 인정하였다.
심재철 국회 부의장은 2017년 4월 12일 “누군가가 고의로 폐기한 의혹이 짙다”고 주장하며, “서류 보관 · 보존 절차 법규를 지키지 않고 고용정보원은 모르쇠로만 일관하고 있다”고 강조하였다. 문재인 측은 이에 대응하지 않았다.
2017년 4월 27일 국민의당 안철수 대선 후보 측은 더불어민주당 문재인 후보 아들 준용씨의 고용정보원 특혜채용 의혹과 관련, 채용 관련 기록이 조직적으로 파기됐다는 의혹을 제기했다.
이에 대해 최 실장은 증거 인멸은 있을 수 없는 일이라며 해명했다. "응시원서는 저희가 갖고 있지 않아요. 개인정보보호법에 의해서 최장 180일까지 갖고 있을 수 있고 불필요 시 지체없이 파기하도록 돼 있습니다"라고 하였다.

## 정치권 공방
2012년 대통령 선거와 2017년 대통령 선거 과정에서 문재인 아들의 부정 취업 의혹과 관련된 정치적 논란이 계속해서 불거졌다.
2017년 1월 유력 대선주자인 이재명 성남 시장은 자신의 음주운전 경력을 공격하는 한 트위터 사용자에게 "그래도 나는 공직 이용 아들 취업시키기, 돈벌이에 공직 이용하기는 안 했다"고 답하며, 문재인의 아들 특혜 채용 논란과 부산저축은행 수임료 의혹을 겨냥하여 논란을 재점화하였다.
자유한국당은 문재인 아들의 특혜 채용 의혹이 부정입학 의혹이 불거진 정유라와 판박이라고 지적하며, 문재인이 이에 대해 제대로 해명을 하지 않고 있다고 비판하였다. 이와 관련해 문재인과 같은 더불어민주당의 이재명은 "문 전 대표의 아들 취업 문제는 전혀 문제가 없다곤 할 수 없지만, 자유한국당의 전신인 새누리당이 할 이야기는 아니다. 차떼기에다 총풍 사건을 일으켜서 국가 안보를 정략에 악용했던 부분들부터 사과하면서 이야기해야 하는 것"이라고 지적하면서도, "공고방법이나, 접수 후에 서류미비 상태로 접수한 것 아니냐"며 "증명서가 그 이후에 발급됐다고 하고, 두 명을 뽑는데 두 명만 응했다는 게 정상은 아니다"라고 의혹을 제기하였다. 같은 당 안희정 또한 "어떤 문제 제기라도 후보는 답해야 할 의무 있다"고 하며 아들의 특혜채용 의혹에 문재인 측이 무조건 허위라고 일축하는 태도를 우회적으로 비판하였다.
이같이 별다른 해명 없이 의혹을 일축하는 문재인의 태도에 대해 국민의당은 즉각 논평에서 "높은 청년실업과 소득격차율로 좌절하고 실망하는 청년들에게 권력층 자녀들의 특권과 반칙은 절박한 생존의 문제"라고 지적하며, "의혹 검증을 그만하자는 것은 국민을 무시하는 반민주적 행태"라고 비판했다. 국민의당 고연호 대변인은 "문 전 대표 아들의 고용정보원 특채 문제는 특권층에 의한 특권과 반칙이라는 심각한 사회문제"라고 지적하였다. 이어 "검증을 외면하는 오만함 대신 솔직하게 실체적 진실을 밝히는 것이 대선후보로서의 당연한 의무"라며 "문 전 대표는 솔직하게 본인이 나서서 의혹을 직접 해명하는 책임지는 모습을 보여야 한다"고 촉구했다.
2017년 4월 3일 문재인 더불어민주당 대선후보는 JTBC '뉴스룸' 인터뷰에서 "감사보고서를 한번 확인해보시기 바랍니다. 팩트체크 부탁드립니다."라고 하며 JTBC에 팩트체크 요청을 했다. 4월 5일 JTBC 팩트체크는 '특혜채용 의혹'과, 이후 문재인 캠프가 내놓은 '반박'의 사실 여부를 확인했다. 문재인 후보는 JTBC 뉴스룸 인터뷰에서 (2007년 감사와 달리 2010년 감사에서 다루지 않았다는 질문에 대해) 이명박, 박근혜 정권에서 아무 문제없다는 것이 확인됐다는 것은 그만큼 충분히 해명되었다는 뜻이죠. 그보다 더 명쾌한 해명이 어디 있겠습니까? 2010년 감사보고서를 보시면 한국고용정보원이 설립된 2006년도 이후의 모든 입사에 대해서 감사하는 것으로 그렇게 명시가 돼 있습니다. 그리고 그 감사 결과 제 아들은 문제가 없는 것으로 그렇게 밝혀져 있습니다. 우리 아들에 대해서 특별히 감사를 했냐, 안 했나는 것은 중요하지 않습니다. 만약에 아들에 대해서 특별한 감사를 하지 않았다면 그것은 곧바로 아무런 문제가 없다는 뜻 아니겠습니까? 감사보고서를 한번 확인해보시기 바랍니다. 팩트체크 부탁드립니다라고 답하였다.
그러나 바른정당 하태경 의원에 의하면, 문제의 2010년 감사보고서에는 문재인 아들은 아예 감사 대상에 포함되지 않았다. 하태경 의원은 2010년 고용노동부 감사보고서에는 채용 특혜가 없었다고 확인된 사람이 4명인데 그 중 문 씨 성을 가진 사람은 없었다고 언급하며, 문재인 아들은 2010년 11월 당시 이미 고용정보원을 퇴사한 상태여서 민간인 신분이었기 때문에 애초에 감사 대상에 포함되지 않았다고 지적하였다. 또한 “실제 2012년에도 국정감사에서 문 후보 아들에 대한 재조사 요구가 있었는데 고용노동부가 퇴직해서 민간인 신분이라는 이유로 감사대상이 될 수 없다고 답변한 적이 있다”고 하여 감사 자체가 원천적으로 불가능 했음을 밝혔다. 하태경은 문재인이 JTBC 인터뷰에서 똑같은 해명으로 일관하는 것에 대해 "거짓말 좀 고마해라"고 일갈하며, 허위 사실 공표에 대한 처벌을 착수해 달라고 중앙선관위에 공문을 접수하였다.

## 네이버의 자동 완성 기능 차단 논란
4월 5일 JTBC가 문재인 후보의 아들 특혜 의혹에 대해서 팩트체크를 한 다음날 4월 6일 네이버의 자동 완성 기능이 '문재인'에 대해서만 유독 지원되지 않는 현상이 벌어졌다. '홍준표'를 입력하면 '손석희와 신경전', '지지율' 등의 단어가 자동완성으로 등장하고 '안철수'를 입력하면 '테마주', '차떼기', '조폭' 등의 단어가 자동 완성 보기로 제시되지만 '문재인'을 입력하면 '2017년 대선후보에 대해 7월 30일 선거일까지 자동완성 기능이 제공되지 않습니다'라는 메시지가 떴다. JTBC가 문재인 후보의 아들 특혜 의혹에 대해서 팩트체크를 한 다음날이었고 안철수 후보의 조폭 논란이 터졌던 시점이라 네거티브의 빗발 속에서 잠시나마 문재인 후보가 네이버의 우산을 쓴 게 아니냐는 의혹이 제기되었는데 네이버는 '문재인' 자동완성이 막힌 사실을 인정하고 사과했다.
국민의당 장진영 대변인은 논평을 통해 "네이버 검색창에 문재인 후보에 대한 자동완성기능이 제공되지 않은 사건에 대하여 네이버를 대표해서 사과한 한성숙 대표의 해명은 도저히 납득할 수 없다"고 지적했다.

## 고용정보원의 Q&A 사칭 문서 논란
하태경 바른정당 의원은 4월 7일 "문재인 더불어민주당 대통령후보 캠프에서 고용정보원을 사칭한 고용정보원의 Q&A라는 괴문서를 유포하고 있다"고 주장했다.
고용정보원 Q&A는 민주당 측과 고용정보원의 질문과 답변을 원문 그대로 적시한 것이 아닌 고용정보원에서 제출한 자료를 기반으로 민주당 측의 추가 서술을 통해 완성된 내용으로, 고용정보원 측은 이같은 상세한 답변이 담긴 자료를 배포한 적이 없다고 알려왔다.

## 고용정보원 처분지시 문서 공개
바른정당 하태경 의원은 2017년 4월 10일 더불어민주당 문재인 대통령 후보 아들의 고용정보원 특혜 채용을 입증할 문서를 입수했다고 밝히며, 국회 기자회견에서 감사 결과보고서에 기초해 고용정보원에 처분지시를 한 조사 결과서를 공개하였다. 하태경은 기존에 공개된 내용은 2007년 5월 나온 중간보고서이며, 새로 입수된 2007년 6월 최종보고서에는 중간보고서에 있던 특혜채용으로 보기 어렵다고 적혀있던 내용이 빠져있다고 지적하였다.
또한 공개된 최종보고서에는 특혜가 입증돼 위반사항으로 처분한다는 내용이 명시돼 있으며, 징계를 받은 사람은 1급 고용정보실장, 2급 행정지원팀장 등으로 밝혀졌다.  하태경은 필기시험면제, 15일 전 공고 위반, 외부 응시자 2배수 기준 위반 등 모두 특혜 채용이라는 게 최종보고서에 결론내려져 있다고 지적하였다. 하태경은 이같은 사실들이 문재인 아들이 불공정 특혜 채용을 받았음을 입증한다고 말하며, 이 내용에 대해 재조사를 하고 문재인 측도 답변을 해야 한다고 주장하였다.
민주당에 따르면 고용노동부 감사관실은 하 의원의 주장에 대해 민주당 강병원 의원실에 제출한 자료가 원본이라고 전했다. 하 의원이 새로운 최종 감사보고서라고 주장했던 문서는 그 본 결과보고서에 기초해서 처분지시를 한 문서이고 내용상 다르지 않다는 의견을 전했다고 밝혔다.
더불어민주당 문재인 대선후보 측은 10일 아들 준용씨의 특혜채용 의혹 제기와 관련, 바른정당 하태경 의원에 대한 고발을 검토한다고 밝혔다. 박광온 공보단장은 이날 여의도 중앙당사에서 브리핑을 통해 "하 의원은 가짜뉴스를 틀어대는 녹음기를 이제는 버리길 바란다"면서 "하 의원에 대해 조만간 법적 조치를 취할 예정"이라고 말했다. 박광온 단장은 "하 의원은 10년 전 공개된 내용을 갖고 새로운 의혹을 발견한 것처럼 언론 앞에서 말했다"면서 "한 달 가까이 10년이 넘은 가짜뉴스로 국민을 현혹한다"라고 비판했다.

## 고용정보원 특혜 채용 의혹 인사 명단 공개
2017년 4월 24일 국민의당은 권재철 초대 한국고용정보원장 재임시절(2006.03~ 2008.07) 문준용과 비슷한 방식으로 특혜 채용된 사례 10여건이 추가로 발견되었다고 밝혔다. 다음은 국민의당이 특혜 채용 의혹을 제기한 인사들의 명단이다.
| 이름   | 관계                                                                                                   | 입사(2006-2007년) 직급 | 비고                                       |
| ------ | --- | ---------------------- | ------------------------------------------ |
| 문준용 | 문재인 청와대 민정수석 아들                                                                            | 5급                    |                                            |
| 황 ○ ○ | 대통령비서실 「삶의 질 향상 기획단」 기획조정실장, 노동교육원 사무총장, 권재철 원장과 함께 청와대 근무 | 1급                    |                                            |
| 권 ○ ○ | 영부인(권양숙) 친척                                                                                    | 5급                    | 권양숙과의 친척 관계는 사실무근으로 밝혀짐 |
| 이 ○ ○ | 중앙노동위원회 위원장 자녀                                                                             | 5급                    |                                            |
| 이 ○ ○ | 권재철 원장 친구(금융권 퇴직자)                                                                        | 3급                    |                                            |
| 지 ○ ○ | 기획재정부 사무관(고용노동부 예산담당) 부인                                                            | 3급                    |                                            |
| 권 ○ ○ | 고용노동부 과장 자녀                                                                                   | 5급                    |                                            |
| 박 ○ ○ | 청와대 행정관 출신                                                                                     | 5급                    |                                            |
| 정 ○ ○ | 청와대 행정관 출신                                                                                     | 4급                    |                                            |
| 이 ○ ○ | 권재철 원장 친구 아들                                                                                  | 홍보실 차장 (위장취업) |                                            |

국민의당은 복수의 제보자로부터 권재철 원장 재임시절 정상적인 공개채용을 통해 입사한 사람은 거의 없었다는 것을 확인하였다고 밝혔다. 특혜 채용자를 내정한 뒤, 그 사람을 채용하기 위한 요식행위로 채용절차를 밟았다는 주장이다. 국민의당은 권재철의 인사전횡이 권력실세 아들의 특혜 의혹을 넘어 ‘권력형 집단 비리사건’으로 비화되고 있다며, 참여정부 시절 고용정보원을 통한 취업특혜 농단사건을 끝까지 파헤쳐 그 진상을 밝히고, 반드시 관련자들의 책임을 물을 것이라고 강조하였다.
한편 권양숙 여사의 친척으로 한국고용정보원에 특혜 채용됐다는 의혹을 받고 있는 권모 씨가 24일 “난 영부인의 친척이 아니다”라며 국민의당에 법적 대응도 검토하겠다고 밝혔다. 이어 권 씨는 이날 출근하지 않은 채 전화를 통해 “권 여사와는 전혀 모르는 사이”라고 부인했다. 노무현재단 역시 이날 보도자료를 통해 “권 여사와 집안 친인척에게 확인한 결과, 고용정보원에 근무했거나 근무 중인 사람은 없다는 것을 어제, 오늘 다 확인했다”고 말했다. 민주당 측 역시 수준 낮은 의혹 부풀리기라고 주장했다.
이에 대해 국민의당 김인원 국민의당 선대위 공명선거추진단 부단장은 4월 25일 기자회견을 열고 "권 모씨가 권양숙 여사의 친척이라는 것은 권재철 전 원장이 고용정보원 인사담당 직원에게 직접 언급한 것"이며, 이와 관련된 증언 내용을 확보하고 있다고 반박하였다. 이어 "권재철 전 원장은 당시 고용정보원 인사담당자에게 '권 모씨가 권양숙 여사가 보낸 사람이다. 영부인의 친척이다'라고 말했다"고 밝혔다. 김인원은 "권 전 원장은 그 인사담당자에게 평소에도 사적인 이야기를 하면서 권 여사와의 친분을 과시했다"고 강조하였다.
이에 윤관석 더불어민주당 공보단장은 자신이 있다면 제보자에게 직접 나와서 얘기하도록 하시기 바랍니다. 특혜를 받았다는 '친척'도 실명을 공개해야 합니다라고 말했다.
한편 권재철 전 원장은 '노무현 전 대통령 부인 권양숙 친척(9촌)'이라고 주장한 권아무개씨 채용 의혹과 관련해서도 "나는 당시 권씨가 권양숙 여사 친척이라는 얘기를 한 적이 없다"고 밝혔다.
더불어 문 후보 측 유은혜 수석대변인은 2017년 4월 28일 '국민의당이 노무현 전 대통령의 부인인 권양숙 여사의 9촌 친척이 고용정보원을 통해 특혜취직을 했다'고 밝힌 데 대해 권 모 과장은 오늘 언론에 보낸 입장문에서 권 여사 친척이 아니라고 밝혔다고 반박했다.
이용주 국민의당 선대위 공명선거추진단장은 5월 4일 오후 긴급 기자회견을 통해 "지난달 24일, 고용정보원 특혜채용 의혹 발표 중 권양숙 여사의 친척 부분은 다른 사실이 확인됐다. 이를 정정한다"라며 "권 여사께 이 자리를 빌려 진심으로 사과드린다"라고 말했다.

## 문준용 채용으로 피해자 발생 논란
국민의당 공동선대위원장인 주승용 원내대표와 이용주 의원 등은 이날 충북 음성의 고용정보원을 방문해 관계자들과 면담을 한 뒤 브리핑을 통해, "준용씨를 비롯한 특혜채용 낙하산 시비가 최근 거론된 게 아니라 채용 당시에 이미 있었다"는 것을 확인했다고 주장했다.
뿐만 아니라, 당시 정규직 전환을 신청한 37명의 비정규직 중 7명만 채용이 되었는데, 외부에서 문준용과 김모씨 등 2명이 정규직으로 채용되어 자리를 채웠기 때문에, 결과적으로 9명이 정규직 전환이 되어야 했던 내부 비정규직 직원들이 피해를 입었다고 지적하였다. 정규직 전환에서 탈락한 일부가 당시 낙하산 인사의 부당성을 제기해 고용정보원 내에서 논란이 있었다고 밝혀, 당시에도 문준용 채용으로 인한 잡음이 있었다는 사실을 공개하였다. 안철수 측은 당시 피해자 중 한 명이 준용씨가 채용된 그 다음해 초 방송에 출연해 부당함을 호소한 사실이 있다는 점도 밝혔다.
국민의당이 폭로한 내용대로, 2006년 12월 고용정보원으로부터 일방적으로 해고를 당한 비정규직 14명이 결성한 '고용정보원 발전을 위한 모임'(고발모)은 같은 시기 고용정보원이 신규채용 절차를 통해 외부에서 문준용을 비롯한 2명을 새로 채용했던 것에 대해, “해고된 계약직 직원과 똑같은 업무를 신규채용자로 대체했다”고 밝혔다. 그들은 계약직은 해고하면서 그 자리에 정규직 신규채용을 하는 이유가 모호하다고 주장하며 신규채용 과정의 불공정함을 제기하였다.
이에 대해 권재철 당시 고용정보원장은 "계약직 재계약과 문준용씨 채용은 무관"하다고 주장하며, "당시 계약직 해지자들은 대부분 전산기술직이었고 (문준용씨와 같은) 일반직 T/O도 없었다"고 반박했다.

## 고용정보원 해고 직원의 비밀계약 폭로
이용주 국민의당 의원은 2017년 4월 26일 기자회견을 통해 "고용정보원, 문준용 특혜채용 무마 위해 재계약 제외자들을 ‘비밀계약’ 통해 재입사시켰다"고 밝혔다.
이에 대해 권재철 당시 고용정보원장은 당시 재계약 불가 통보 이유에 대해 "사내 비정규직을 전부 정규직화할 수 없어 평가를 거쳐 우수자들을 먼저 정규직으로 전환했다"고 밝혔다.
더불어 지난 26일 이용주 국민의당 공명선거추진단장이 주장한 데 대해 당시 계약 당사자도 "사실과 다르다"며 반박하고 나섰다.
국민의당으로부터 직원들과 계약을 체결한 당사자로 지목된 황기돈 전 한국고용정보원 기획조정실장은 이에 대해 "비밀각서가 아닌 당사자 간 합의서"라며 "비밀각서라는 주장의 근거로 삼은 '문건 유출시 합의 무효'라는 표현은 합의서 관련 신의성실 원칙을 표현한 것"이라고 반박했다.

## 국민의당의 문준용 대학원 동료 증언 조작
2017년 5월 5일, 문재인의 아들 문준용과 미국 뉴욕 파슨스 디자인스쿨 대학원을 같이 다녔던 한 동료가 문준용의 특혜 취업 의혹에 대해 증언한 음성파일을 국민의당이 공개하였다. 이 동료는 문준용이 고용정보원 취직 과정에서 아빠(문재인)가 어디에 이력서만 내면 된다고 얘기를 해서 하라는 대로 입사를 하였고, 이 이야기는 문준용 본인이 직접 말하고 다녔기 때문에 파슨스 동료들이 모르는 게 이상할 정도로 모두 알고 있었다는 취지로 증언하였다. 문재인이 토론회에서 ‘아들 준용씨의 고용정보원 입사에 아무런 문제가 없다’는 취지의 답변을 한 것에 대해서는 "일단, 말이 돼야 뭘...에휴, 참..."이라며 말도 안된다는 취지로 말했다.
또한 이 동료는 문준용이 고용정보원에 다닌 이유가 파슨스 디자인스쿨 대학원 진학 등을 위한 경력 쌓기용이었다는 뒷받침으로 "(문준용이) 맨날 입에 달고 살았어"라며 "아트하는 사람이 그런 델(고용정보원) 왜 다니냐고 미쳤냐고" 문준용이 직접 말했다고 증언했다. 이어 "준용은 아빠(문재인)덕에 입사해서 일도 안하고 월급받는게 문제라는 생각을 전혀 안한 것 같아. 뉴욕에서도 잘 종종 얘기했어"라고 말하며, "애초에 개(문준용) 자리로 하나 빼놓은 거지. 남의 자리 빼앗았다고 절대 생각하지 않았다"고 말했다.
이 동료는 "아버지(문재인)가 대통령까지 하려면 좀 치밀하게 했어야 하는데, 너무 허술했다. 파슨스 있을 때도 지 아버지(문재인에 대해) 별 얘길 다하고 다녔어"라며 "돈 물 쓰 듯했다"고 덧붙였다.
국민의당은 관련 증언을 공개하면서, 문재인을 향해 거짓말 대통령으로 국민들에게 또 다시 커다란 상처를 주지 말고 즉각 대통령 후보직을 사퇴할 것을 요구하였다.
한편 문준용 유학시절에 룸메이트였던 사람은 자신의 페이스북을 통해 이런 증언에 대해 반박했다.
문재인 후보 선대위 박광온 공보단장은 "국민의당에서 녹취록 공개한 분에 대해 알아보는 데 문준용 씨가 파슨스 스쿨에서 공부할 때 한국인 동기가 세 분 있었다"며 "세 분은 국민의당과 인터뷰하지 않은 걸로 밝혀졌다. 동기 중에는 인터뷰 한 사람이 없는 것으로 팩트 확인했다"고 반박했다. 문재인 후보 측 김태년 특보단장과 신현수 법률지원단장은 의혹을 제기한 국민의당 인사에 대해  "공직선거법상 허위사실 유포와 비방 등 혐의로 오늘 검찰에 고발할 것"이라고 말했다.
한편 문준용은 "녹취에 등장한 파슨스 동료는 모르는 사람이다. 그런 거는 정말 잘못됐다고 생각한다. 최소한 저랑 만났던 같은 과 파슨스는 아니다"라고 말했다.
2017년 6월 26일, 국민의당 박주선 비상대책위원장이 대선 기간 중 국민의당이 제기하였던 의혹 제기에 대해 사과했다. 박주선 비상대책위원장의 말에 따르면 대선 기간 중 국민의당은 문준용씨의 파슨스 스쿨 동료 증언을 확보하여 문재인 당시 후보의 취업 개입 의혹을 언론을 통해 공개를 하였으나, 의혹 제기 증거로 사용되었던 자료가 당시 제보하였던 국민의당 당원에 의해 직접 조작되었음을 알게 되었다고 한다. 당시 녹취록이라고 주장했던 모바일 메신저 캡처 화면 및 녹음파일이 조작되었다고 밝혔다.
이에 국민의당은 문재인 대통령 및 문준용씨에게 사과를 함과 동시에, 검찰에 수사 촉구와 해당 상황이 어떻게 발생하여 진행되었는지 자체 진상규명팀을 만들 것이라 이야기했다.

## 이재명의 문준용 의혹 언급 논란
2018년 4월 지방선거 과정 중, 트위터에서 노무현, 문재인, 문준용, 전해철, 그리고 세월호 유족 등을 비방하는 트윗을 올린 인물이 경기도지사 후보인 이재명의 부인 김혜경이라는 의혹이 제기되어, 이른바 '혜경궁 김씨' 의혹이 불거졌다. 이에 경기도지사 상대 후보인 전해철이 해당 트위터 계정을 선관위에 고발하였고, 트위터 계정이 김혜경의 계정일 것이라는 수사 결과가 나오자, 검찰이 이재명의 경기도청 집무실을 압수수색하였다. 이재명은 혜경궁 김씨 혐의로 김혜경이 유죄가 되려면, 김혜경이 트위터 계정주라는 것, 그 트위터로 문준용 특혜채용 의혹을 제기하는 글을 썼다는 것, 문준용 채용 특혜 의혹이 허위라는 것이 입증되어야만 허위 사실에 의한 명예훼손죄가 성립된다고 주장하였다. 이에 이재명이 문재인의 역린을 건드린 셈이라며 논란이 불거졌다.
한편, 문준용의 취업 당시 고용정보원에 간부로 있던 남광우가 이재명의 측근으로 활동한 사실이 밝혀져, 문준용의 취업 전말을 잘 알고 있던 남광우로부터 상황을 전해들은 이재명이 자신있게 취업특혜 의혹을 언급했을 가능성이 크다는 분석이 제기되었다. 국민의당 김인원 변호사는 이와 관련해, 문준용의 취업 특혜설이 사실일 공산이 큰데다, 문준용이 법정에 나오게되면 역린을 건드리는 격이 될테니, 혜경궁 김씨 의혹은 검찰이 기소하지 못할 가능성이 100%라고 주장하였다.
이같은 논란이 격화되자, 최초 혜경궁 김씨 의혹을 고발했던 전해철은 고발을 취하하였다.

## 반응
- 문재인과 아들 문준용의 의혹과 관련해, 문재인을 '어금니 아빠' 이영학에 빗대 '귀걸이 아빠'라고 부르는 신조어가 널리 쓰이기도 하였다.[98][99]

- 홍영표 더불어민주당 원내대표는 김성태 자유한국당 전 원내대표의 '딸 KT 특혜 채용'에 대해 "국정조사 대상"이라고 발언했다가, 김성태 의원이 문준용 취업 특혜 의혹을 함께 다루자고 역제안하자 홍 원내대표는 발언을 번복하였다.[100] 민주당이 문준용 의혹에 예민하게 반응한 건 처음이 아닌데, 이재명 경기도지사도 '혜경궁 김씨' 의혹으로 곤경에 처하자 마지막에 문준용 카드를 꺼내들었다. 이에 민주당은 이재명 지사에 대해 별다른 제재를 하지 않았다. 더불어민주당의 이런 태도를 두고 의혹을 키운다는 지적이 제기되었다.[101]